# Grote Markt (Anversa)

Il Grote Markt con la Cattedrale.

Il Grote Markt, o letteralmente in italiano Mercato Grande, è la piazza principale della città fiamminga di Anversa, in Belgio.

## Architettura e descrizione

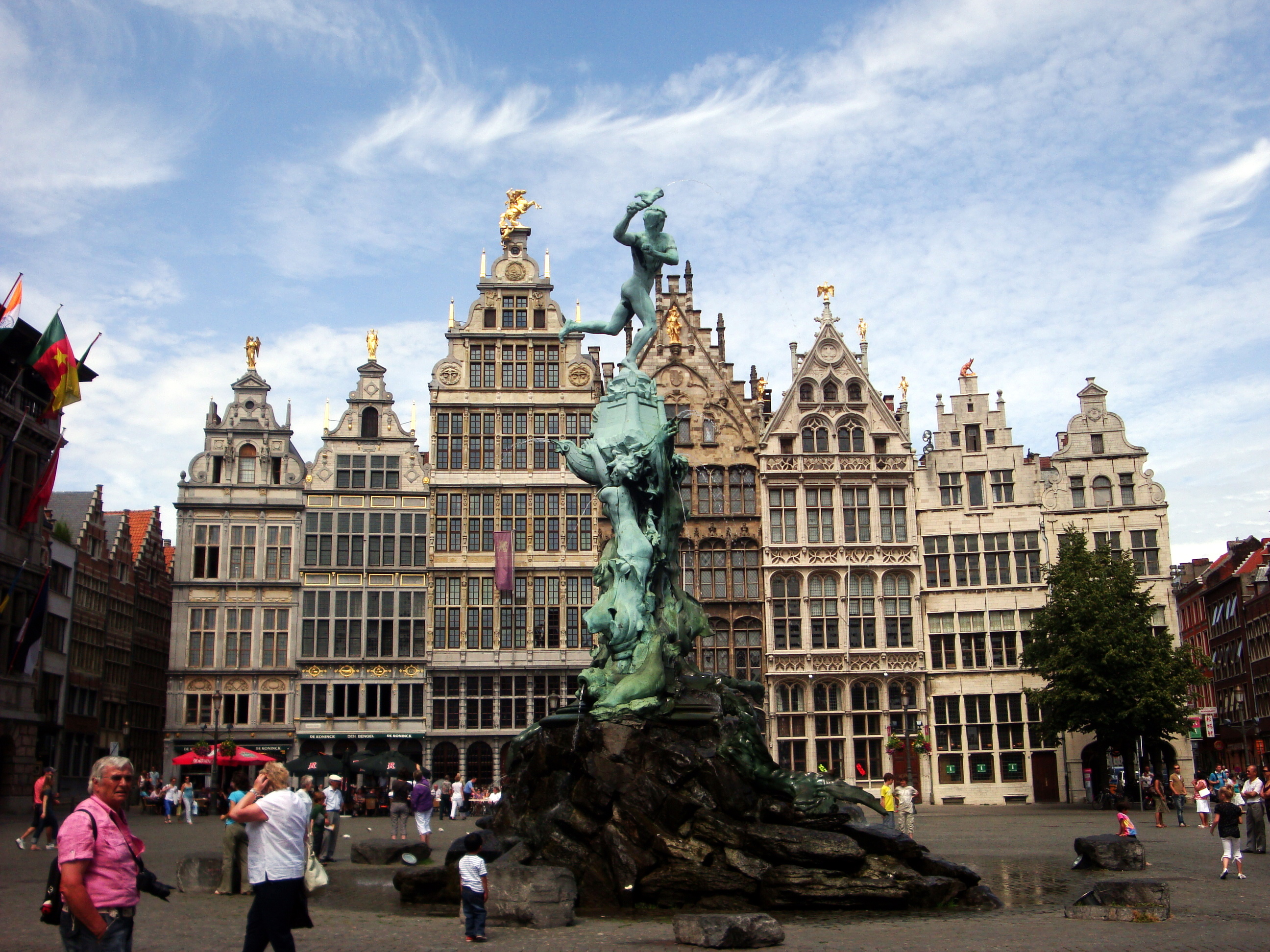
Le Case delle Corporazioni del lato Nord e la Fontana di Brabone.

Presenta una forma quadrangolare e vi si affacciano i principali monumenti cittadini, in uno scenario costituito da un susseguirsi di architetture ora gotiche e ora rinascimentali.
Al centro della piazza è la celebre Fontana di Silvio Brabone, del 1887, dedicata al leggendario fondatore della città.
Tutto il lato occidentale è occupato dal Municipio di Anversa, splendido esempio dell'architettura rinascimentale nelle Fiandre. Il lato sud è dominato dall'alto campanile della Cattedrale di Nostra Signora, il quale fungeva anche da beffroi.

### Le case delle Corporazioni
I lati settentrionale, orientale e meridionale, sono chiusi dalle antiche case delle corporazioni, di cui le più mirabili sono disposte sul lato nord:
- n° 3 Witten Engel (l'Angelo buono), del 1579
- n° 5 De Mouwe (La Manica), Casa della Corporazione dei Bottai, del 1579. Il timpano, aggiunto nel 1628, reca la statua dorata di San Mattia.
- n° 7 Het Pand van Spanje (Il Pegno della Spagna), Casa della Corporazione degli Arcieri. È la casa maggiore della piazza, eretta fra il 1580 e il 1582. In alto, sul frontone si erge la statua equestre dorata di San Giorgio che uccide il Drago, opera ottocentesca di Jef Lambeaux.
- n° 9 "'De Spieghel"', Casa della Corporazione dei Tiratori d'Arco, del 1500[1], alla sommità del frontone è la statua dorata di San Sebastiano, di J. Gerrits.
- n° 21  Den Beer (L'Orso), in stile rococò, del 1750.
- n° 38 De Balans (La Bilancia), Casa della Corporazione dei Tessitori, antico tribunale, venne ricostruita dopo l'incendio del 1541.
- n° 40 Rodenborch, Casa della Corporazione dei Conciatori, del 1644.